# ای‌تی‌اف‌ای

## مقدمه
جایگزینی مصالح متداول در ساختمان‌سازی با مصالح سبز یکی از بهترین روش‌های دستیابی به معماری پایدار است؛ مصالح سبز متشکل از مواد تجدیدپذیری هستند که به جای مواد تجدیدناپذیر استفاده می‌شوند. این مصالح که از مواد بازیافتی ساخته می‌شوند، اغلب تجدیدپذیر بوده و از ایجاد گازهای آلاینده و گلخانه‌ای در مرحله تولید و بازیافت می‌کاهند. یکی از مصالح ساختمانی سبز که در دو دهه اخیر کاربرد مناسبی در معماری پایدار پیدا کرده‌است، پنل پلیمری ETFE می‌باشد که افزون بر آنکه از بازیافت دور ریزهای معدنی ساخته می‌شود، پس از تبدیل به پنل‌های ساختمانی نیز دوباره قابل بازیافت و استفاده بوده و با وجود سبکی و جرم اندک قابلیت بسیاری برای پوشش سقف و نمای ساختمان‌های بزرگ دارد.
ای‌تی‌اف‌ای یا  اتیلن تترا فلورو اتیلن (به انگلیسی: Ethylene Tetra fluoroe thylene) به اختصار ETFE یک پلیمر پایه فلوئوروکربن بسیار بادوام و با قابلیت‌های مناسب فوق العاده است که از آن به عنوان متریال ساختمانی آینده نام برده می‌شود. این پلیمر شگفت انگیز یک پلاستیک شفاف تفلونی است که جایگزین شیشه و پلاستیکهای معمولی در بسیاری از ساختمان‌ها شده‌است.

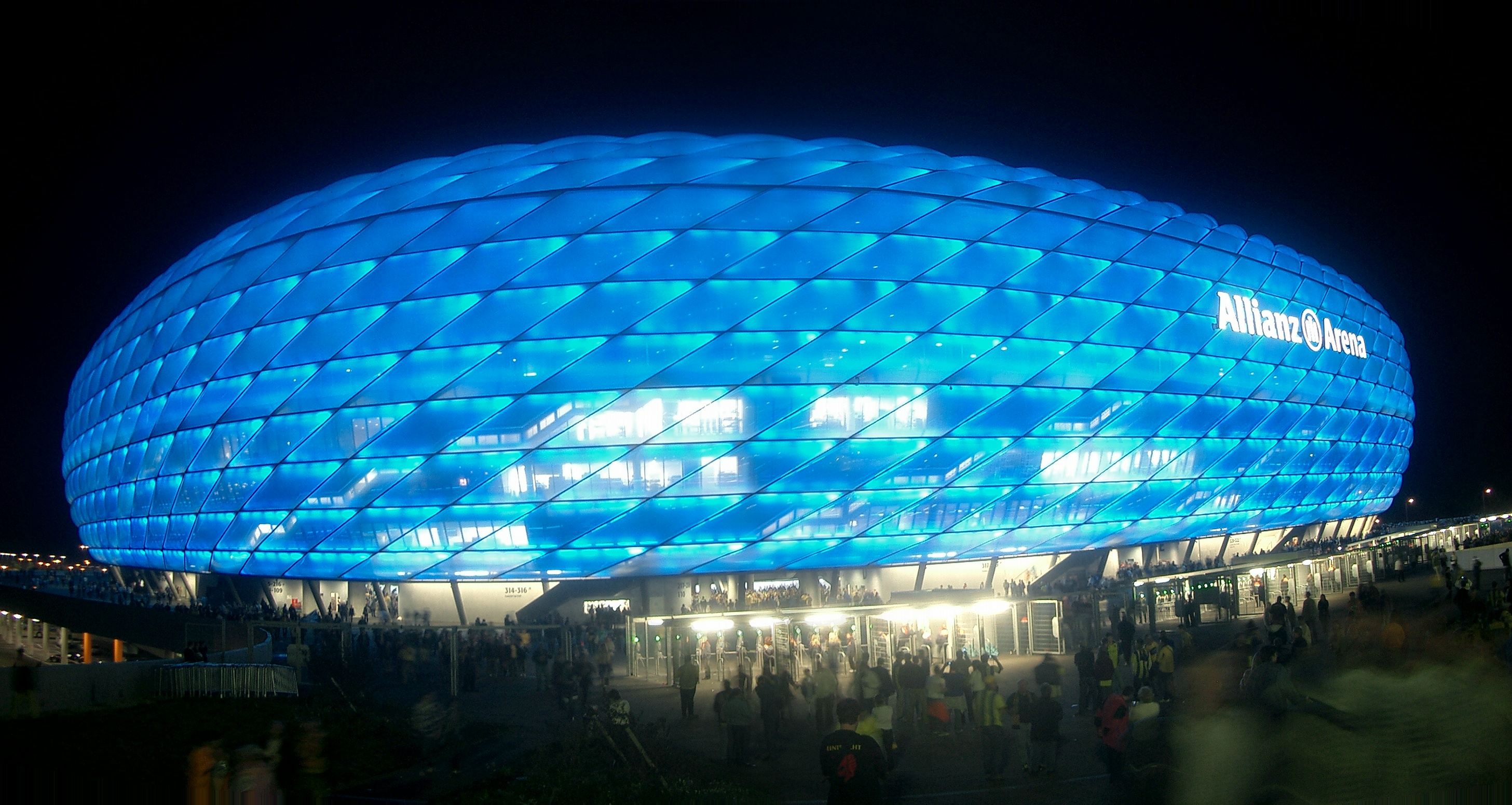
Allianz Arena

## تاریخچه
ETFE که کوتاه شده عبارت «اتیلن تترا فلورو اتیلن» است، ماده‌ای پلیمری می‌باشد که نخستین بار در دهه ۷۰ میلادی توسط شرکت "Dupont" ساخته شده و به منظور ماده عایق در صنعت هوانوردی مورد استفاده قرار گرفت. در سال ۱۹۸۱ به عنوان سازه پوششی در معماری به کار رفت و به سرعت جایگاه خود را در صنعت ساختمان پیدا کرد به گونه‌ای که ETFE در بیش از ۱۳ کشور جهان تولید گردیده است.

## ETFE چیست؟

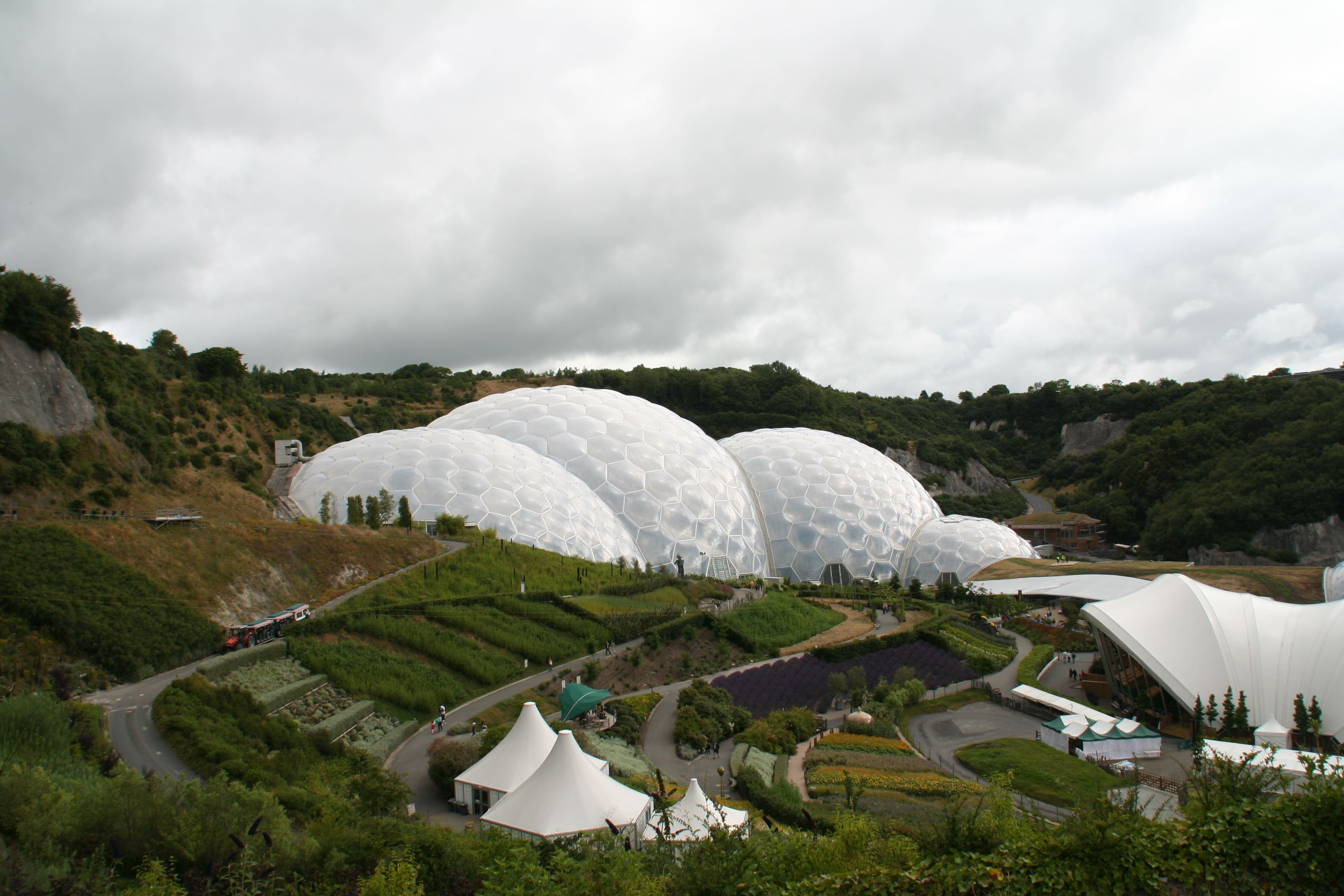
سازه گنبدی شکل پروژه باغ ادن در انگلستان که با ای‌تی‌اف‌ای ساخته شده‌است

ETFE که کوتاه شده عبارت «اتیلن تترا فلورو اتیلن» است، ماده‌ای پلیمری می‌باشد؛ رزین پلیمری که از بازیافت مواد معدنی بدست می‌آید به ورق‌های شفاف، سبک و محکم ETFE که اصطلاحاً فویل نامیده می‌شوند، تبدیل می‌گردد. که دارای مقاومت بالا در طیف وسیعی از دماهاست. این ماده پلیمری، دمای ذوب بالایی داشته و ویژگی‌های شیمیایی، الکتریکی و مقاومت در برابر تشعشع انرژی فوق العاده‌ای دارد. نقطه ذوب این فویل حدود ۲۵۰ تا ۲۷۰ درجه سانتی گراد و چگالی آن بین ۱/۷۳ تا ۱/۷۷ گرم بر سانتی‌متر مکعب بوده و در ضخامت‌های مختلف از ۵۰ تا ۲۵۰ میکرومتر ساخته می‌شود. این فویل‌ها بسیار شفاف اند و گذردهی نور آن‌ها بین ۹۰ تا ۹۵ درصد است. سطح بدون منفذ با ضریب اصطکاک پایین در این فویل‌ها، مانع از جذب آلاینده‌های محیطی، ذرات معلق و گرد و غبار بر روی آن‌ها می‌شود. افزون بر این به دلیل مقاوم بودن در برابر تابش امواج فوق بنفش (UV)، در طول زمان تغییر رنگ نداده و ساختار آن‌ها ضعیف نمی‌شود و مهمتر از همه اینکه می‌توان فویل‌های ETFE را در پایان عمر مفید آن‌ها که بین ۵۰ تا ۲۰۰ سال است، صد در صد بازیافت نمود و پس از ذوب کردن و قالب‌گیری مجدد مورد استفاده قرار داد.
بالشتک‌های پرشده از هوایی است که از ۲ تا ۵ لایه پلیمر ،ETFE پانل‌های ورق که از طریق فرایند ETFE ترکیبی ۲ اتیلن، به نام تترا فلورواتیلین تشکیل شده‌اند. ورق اکستروژن (دمیدن مذاب پلیمری درون قالبی به شکل دلخواه با فشار زیاد)، به شکل فیلم‌های نازکی درآمده، توسط یک قاب آلومینیومی نگه داشته می‌شود که به اسکلت ساختمان متصل است. این سازه غشایی مشبک سبک و شفاف، تنها تنش کششی را تحمل می‌کند و وزن پوسته خارجی و سیستم باربر سازه را به حداقل ممکن می‌رساند. مقاومت سازه‌ای ETFE ۲۲۲ باد می‌شوند که به ورق Pa بالشتک‌ها با فشارکمی، تقریباً بخشیده و سقف را به میزان بالایی عایق می‌کند.

## مزایا
- بار مرده بسیار کم(gr̷m² ۳۰۵ با ضخامت µm 200)
- عبور نور و امواج UV زیاد
- مقاومت شیمیایی بالا در برابر اسید و باز
- سایه اندازی فعال
- عایق حرارتی فوق العاده
- تسهیل‌کنندهٔ تهویهٔ طبیعی
- دوستدار محیط زیست و بازدهی انرژی بالا
- قابلیت پوشش دهانه‌های بزرگ در شکل‌های مختلف
- تهویهٔ خودکار در هنگام آتش‌سوزی
- دوام فوق العاده
- عدم تأثیر پذیری از آلودگی جوی
- طول عمر بیش از ۳۰ سال

## رنگ، شفافیت و کنترل نور خورشید
به علت قابلیت بالای عبور نور سقف‌های ETFE، وضوح رنگ‌ها در زیر این سقف‌ها بسیار مطلوب است به گونه‌ای که در طیف امواج مرئی، انگار همواره رنگ‌ها در زیر نور روز مشاهده می‌شوند. از ورق‌های رنگی نیز می‌توان استفاده کرد. ورق‌های ETFE در محدوده نور مرئی (۳۸۰-۷۸۰ nm) بسیار شفاف است به‌طوری‌که ۹۴-۹۷٪ از کل نور را عبور می‌دهد. میزان انتقال امواج فرابنفش (nm۳۲۰-۳۸۰) نیز بسیار خوب است (%۸۸-۸۳). شایان ذکر است که ورق ETFE قابلیت بالایی در جذب امواج مادون قرمز دارد که این ویژگی به کاهش مصرف انرژی در ساختمان کمک خواهد کرد.
با وجود اینکه ورق ETFE اولیه بسیار شفاف است به چندین روش می‌توان شفافیت و عبور نور آن را به دلخواه تغییر داد. ورق‌های ETFE می‌تواند با پوشش‌های مختلفی به منظور تغییر میزان شفافیت چاپ شود همچنین می‌توان طرح‌های مختلفی بر روی آن چاپ کرد تا میزان جذب نور با حفظ شفافیت کاهش یابد یا اینکه ورق‌ها با رنگ سفید چاپ شوند تا شفافیت آن تغییر کند. میزان شفافیت با اضافه کردن لایه‌های دیگر به سیستم قابل تغییر است. با تغییر جزئی فشار در لایه‌های مختلف بالشتک‌ها می‌توان ویژگی سایه اندازی  و انعکاس متفاوت ایجاد کرد تا در لایه‌های میانی تصاویر مات به وجود آورد که متناوباً با یکدیگر همپوشانی دارند.

## ابعاد پانل و بالشتک‌ها
توان بارگذاری محدود ورق‌ها به این معنی است که حداکثر دهانه قابل باد شدن، بسته به هندسه قطعات و سقف در حدود ۴/۵m برای قطعات طولی و ۷/۵m برای قطعات مدور یا مربعی است. دهانه‌های بزرگ تر معمولاً باید توسط کابل‌ها یا شبکه‌های کابلی تقویت شود.
در سازه‌هایی که به صورت مکانیکی پیش تنیده می‌شوند، برخلاف سازه‌های بادی چند لایه که توسط اختلاف فشار هوا پیش تنیده می‌شوند، قطعات کوچک‌تر تک لایه پوسته، به سمت لبه‌ها کشیده شده و متصل می‌شوند (پیش تنیدگی توسط کشش ایجاد می‌گردد.)
به علت توان تحمل نیروی محدود در ورقه‌ها در مقایسه با سازه‌های غشایی پارچه‌ای، کاربری آن‌ها به سازه‌های کوچک یا برای فضاهای بزرگ، به سازه‌ای با تکیه گاه‌های فراوان (حداکثر با فاصله‌های ۱/۵ متر) محدود شده‌است.

## برپایی و مونتاژ
پوشش‌های نازک برای آنکه بتوانند بارهای خارجی را بدون تغییر شکل (تا شدن) تحمل کنند، بار را در جهات مختلف بر روی سطح پراکنده کنند باید پیش تنیده شوند. دو روش ساخت در اینجا مطرح می‌شود:
پیش تنیدگی بادی یا سازه‌های پشتیبان
سازه‌های پیش تنیده مکانیکی
در سازه‌های پیش تنیده بادی، باد شدن فشاری اضافی در فضای خالی ایجاد می‌کندکه ورق را به صورت بالشتک درآورده و آن را پیش تنیده و پایدار می‌کند. فشار لازم برای پایدار کردن، بسته به نیروی سطح (۰٫۲ – ۱ KN/M²) معمولاً حدود ۲۰۰-۱۰۰۰ Pa است.
تولید کنندگان معمولاً خود ورقه‌ها را نصب می‌کنند یا بر نصب آن نظارت می‌کنند. نصب قطعات، نیازمند ابزارهای ویژه ایست تا بالشتک‌ها و لبه آن‌ها (که به شکل نوار است) به درستی در زبانه قاب نگه دارنده خود که به سازه متصل است جای گیرند. هر تولیدکننده از قطعات و اتصالات لبه خاصی، متشکل از اجزای مختلف، استفاده می‌کند که شامل پروفیل‌های آلومینیوم است. قطعات مجزا به هم پیچ می‌شوند تا بالشتک‌ها و لبه‌های آن نلغزد و از قاب خارج نشوند. به این روش اتصالات مناسبی ایجاد می‌شود.
جای پیچ‌ها در قاب نگه دارنده به گونه‌ای در نظر گرفته می‌شود که پیچ‌ها نتوانند وارد ورق‌ها شوند یا به آن‌ها آسیب بزنند. به جای قاب نگه دارنده صاف با انعطاف‌پذیری کم می‌توان از بالشتک‌های حلقوی کابلی یا چند ضلعی یا خمیده مسطح استفاده کرد.

## ساخت و فرآوری
فرایند ساخت و پردازش ETFE به عنوان یک پوسته معماری می‌تواند به ۴ مرحله اساسی تولید تقسیم شود: بسپارش (پلیمرازاسیون), دانه سازی (گرانولاسیون), فرم دهی (Extrusion) و آماده‌سازی
بسپارش به معنی قرار دادن مولکول‌های کوچک (مونومرها) کنار هم و ساخت یک مولکول بزرگ است. پلیمر تنها از یک نوع مونومر ساخته شده‌است و مونومرهای متفاوت پلیمر ترکیبی (Copolymer) تولید می‌کنند. پلیمر ETFE از حدود ۲۵٪ مونومر اتیلن (Ethylene) و ۷۵٪ تترا فلورواتیلن (Tetra-Fluoroethylene) تشکیل شده‌است. پس از مرحله بسپارش،ETFE که به شکل پودر است حرارت داده می‌شود (دمای ذوب حدود ۲۶۵-۲۸۵ c) تا به شکل گرانول (پلیمر دانه‌دانه) درآید. سپس گرانول پلیمر اکسترود (عبور مذاب پلیمری با فشار درون قالبی به شکل دلخواه) یا ورقه می‌شود یا مصالح نیمه نهایی (Semi-Finished) که ورق نورد شده‌است، به دست آید. در این مرحله بسته ابزار اکستروژن، ورق‌های مورد استفاده در قطعات بادی و مسطح تفکیک داده می‌شوند. در حال حاضر ورق‌های مسطح که از طریق فرایند اگستروژن با شکاف عریض با چگالی ۰/۷۵ gr∕Cm² تولید می‌شوند، به دلیل کیفیت بالا، در صنعت ساختمان به کار می‌روند. ورق‌ها در حال حاضر با ضخامت حداکثر μm ۲۵۰ و عرض رول ۱/۵۵ mساخت می‌شوند.
هم اکنون، شرکت‌های کمی قادرند مصالح نور شده را به منظور ساخت پوسته‌های معماری خمیده با مشخصات ویژه از پیش جوش دهند و با بیان دیگر از پیش آماده کنند. در جوش، اتصال موضعی سطوح و اتصال لبه‌ها به یکدیگر متفاوت است. اتصالات لبه‌ها معمولاً شامل نوار لب هبالشتک‌هایی از جنس ورق ETFE است. این نوار لبه معمولاً از جنس PVC انعطاف‌پذیر یا سیم گرد EPDM یا گاهی یک میله آلومینیومی گرد است، قطعات ورق در نقاط اتصال روی یکدیگر قرار گرفته و جوش حرارتی داده می‌شوند. از این طریق درزی شفاف به عرض حدود ۱۰mm ایجاد می‌شود که بالطبع از مصالح اولیه ضخیم‌تر است اما تنها از فاصله نزدیک قابل دیدن است.
طرح کلی سیستم پوشانهٔ ETFE شامل دو یا چند لایه از فیلم‌های ETFE می‌شود که لبه‌های آن جوش حرارتی داده می‌شوند تا به شکل یک بالشتک تو خالی که قابل باد شدن است دربیایند. برای ساخت یک بالشتک حداقل دو فویل مورد نیاز است. لایه‌های بیشتر ویژگی‌های عایق کاری را بهبود می‌بخشند، گرچه شفافیت پوسته را کاهش می‌دهند. سپس این فویل‌ها به یک نیم رخ آلومینیومی اکستروژن شده پیرامونی، محکم می‌شوند که خود نیز به سازه زیرین پیچ شده‌است. این سازه می‌تواند چوب چند لایه، فولاد، آلومینیوم یا سیستم کابلی باشد. برای حفظ مقاومت و ویژگی‌های حرارتی بالشتک‌ها لازم است تا هوای داخل آن‌ها به صورت مداوم تنظیم شود. بنابراین در اغلب سازه‌های ETFE شلنگ‌های نازکی در کنار بالشتک‌ها تعبیه شده‌است که به یک سیستم کامپیوتری تنظیم فشار هوا متصل هستند. این سیستم در مواقع نیاز مقداری هوا به داخل بالشتک‌ها فرستاده یا هوای اضافی داخل آن‌ها را تخلیه می‌کند. به این ترتیب امکان تنظیم مقدار نور طبیعی که به فضای داخل می‌تابد نیز به وجود می‌آید.

## پروژه پوشش ای‌تی‌اف‌ای باغ ایرانی ایران مال
ایران مال، با مساحت1،400،000 متر مربع، واقع در غرب تهران شامل کاربری‌های متفاوتی از جمله تجاری، خدماتی و تفریحی دارد. باغ ایرانی به عنوان قلب پروژه و از زیباترین بخش‌های بازار بزرگ ایران -  ایران مال است. این فضا با الهام گرفتن از باغ ماهان کرمان، در قسمت مرکزی ساختمان بازار بزرگ ایران، واقع شده‌است. باغ ایرانی با ابعاد 51 * 176 متر در طبقات پارکینگ اول تا تجاری دوم ادامه یافته‌است و سقف آن در بام آزاد بنا، قرار گرفته و در نهایت با تکنولوژی پیشرفته پوشش‌های غشایی (ETFE) پوشش داده شده‌است. جریان آبی که بی‌وقفه در راستای شمالی- جنوبی این فضا جاری است، تجربیات بصری به یاد ماندنی را برای بازدید کنندگان ایجاد می‌کند. با توجه به کاشت طیف گوناگونی از گیاهان در این فضا، می‌توان با هوای پاک و مطبوع؛ پذیرای بازدید کنندگان بود.
شاخصه‌های برتر پروژه
استفاده از تکنولوژی جدید ETFE
بهینه سازی مصرف انرژی
دوست دار محیط زیست
 ایمنی بیشتر از سایر مصالح و عملکرد عالی در برابر زلزله
کارآفرینی
سازگار با شرایط اقلیمی ایران